# BB 25500
,,,
Les BB 25500 sont des locomotives électriques de la SNCF livrées du 19 mai 1964 au 14 janvier 1976.
Elles sont toutes radiées depuis le 13 janvier 2021.

## Description
Ces locomotives font partie d'une très importante série, les « BB Alsthom » : il y a eu en effet (en diverses commandes) 194 locomotives BB 25500, mais aussi des « cousines » nombreuses : 146 BB 8500 (dont certaines transformées en BB 88500 ou BB 8700), 294 BB 16500, 105 BB 17000 et 13 BB 20200.
Locomotives bicourant de puissance moyenne, ce sont des machines polyvalentes par excellence. Elles peuvent atteindre la vitesse de 140 km/h pour les trains de grandes lignes comme les Corail ou TER. Mais leur suspension médiocre, qui leur a valu leur surnom de « danseuses », commun aux BB Alsthom, les ont cantonnées sur des trajets courts.
Toutes les BB 25500 utilisées en service voyageurs (uniquement des TER) sont réversibles.
La série des BB 25500 est divisée en deux parties, les petits numéros, de la 25500 à la 25588 et les grands numéros, supérieurs à 25588 parfois appelés « 25600 », qui comportent une cabine plus grande et une seule grande grille d'aération au lieu de plusieurs petites grilles carrées.

## Services effectués
La mise en service des BB 25500 a permis de gommer les effets négatifs des diverses frontières électriques entre le 1,5 kV continu et le 25 kV 50 Hz : en région parisienne, notamment à l'Ouest et à l'Est de la ligne de Grande Ceinture, dans le Sud-Est (notamment autour de Dijon, Lyon et Marseille), puis dans l'Ouest (électrification de la Bretagne). Tous les types des trains sont concernés (voyageurs, notamment régionaux et Transilien, marchandises).
À la répartition par activités le 1er janvier 1999, les BB 25500 sont réparties entre Fret, TER et Transilien.
En 2006, la radiation de la série est commencée, notamment pour les machines fret, du fait de leur âge et de la concurrence des nouvelles BB 27000 notamment. L'activité de la série se concentre sur :
- locomotives fret sur la ligne de Grande Ceinture (dépôt d'Achères) ;
- locomotives TER sur Dijon, Vénissieux (Lyon), Marseille, Rennes, Lens ;
- Transilien pour les motrices no 25571, 25574, 25585, 25596 à 25613 et la 25616. Elles circulent avec des VB 2N.

Depuis le changement d'horaire du 10 décembre 2006, des BB 25500 (dont la BB 25553) tractant deux rames inox omnibus (RIO) roulent en service international franco-suisse grâce à la desserte transfrontalière Genève-Cornavin – La Plaine – Bellegarde. En décembre 2008, ce service a été renforcé pour passer de deux à quatre rames RIO avec une BB 25500 supplémentaire. Ce sont des agents de conduite des Chemins de fer fédéraux suisses (CFF) qui assurent ces prestations, formés par l'entreprise Login.
De plus, une locomotive de ce type est louée par CFF Cargo pour la desserte marchandises de l'antenne entre Genève La Praille et Vernier-Meyrin (- La Plaine) (1,5 kV courant continu). La conduite est assurée par du personnel suisse de CFF Cargo, formé par l'entreprise Login.
Le parc fret de BB 25500 a été dissous à cette même date.
Depuis l'application du service hiver 2009/2010, les BB 25500 sont mises en service sur le TER Nord-Pas-de-Calais. Elles remplacent les BB 16500 sur cette région. Les dernières BB 16500 étaient toutes employées sur le TER Picardie.
En Bretagne, les BB 25500, remplacées progressivement par des Regio 2N, voient leurs jours comptés : quatre d'entre elles ont été radiées le 22 juin 2015. Elles en sont réduites à tracter des rames réversibles régionales (RRR), notamment de Rennes à Redon et de Rennes à Saint-Malo. 
Les quatre dernières BB 25500 bretonnes ont été radiées des effectifs au 7 mars 2018. 

### Remarques particulières
- La BB 25547 apparaît au cinéma dans le film Le Cercle rouge.
- À l'origine, la commande était de 195 locomotives, mais la 25695 n'a jamais été construite, son châssis ayant servi à la reconstruction de la BB 17005[5].

### Lignes desservies

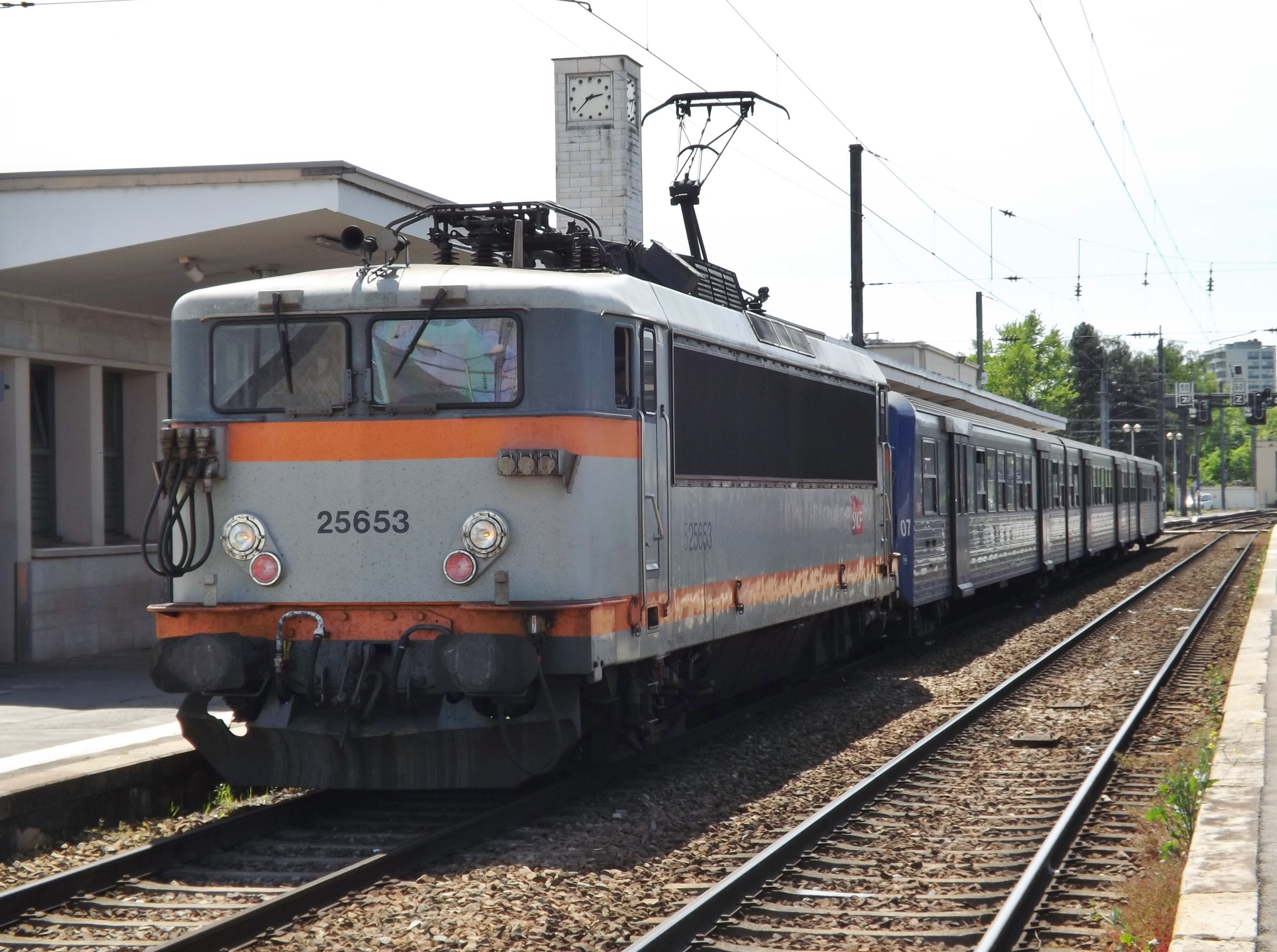
BB 25500 et RRR à Besançon en 2015.

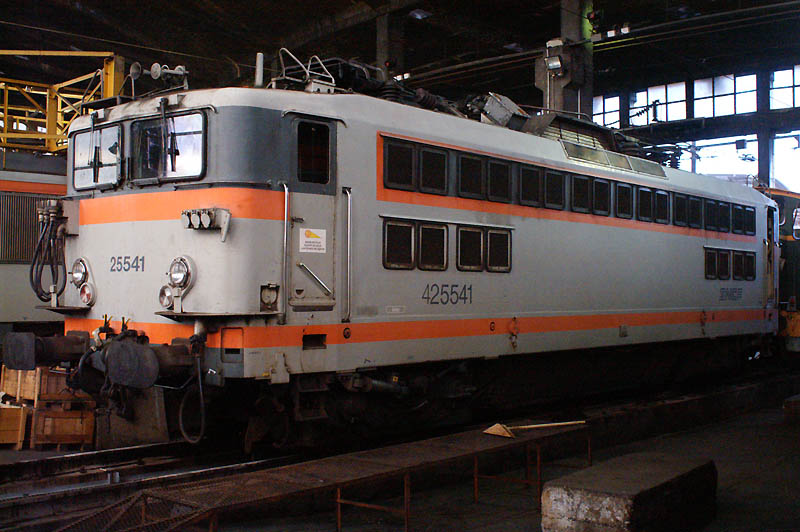
BB 25500, petits numéros, au dépôt de Villeneuve-Saint-Georges.

- Dijon - Besançon - Belfort (avec RRR)
- Ligne de Dijon-Ville à Vallorbe ou Pontarlier
- Lyon - Grenoble
- Lyon - Chambéry
- Rives - Voiron - Moirans - Grenoble - Grenoble-Universités-Gières (périurbain grenoblois)
- Ligne de Marseille-Saint-Charles à Vintimille
- Ligne de La Pauline-Hyères aux Salins-d'Hyères (avec Rame Inox Omnibus et Rame Réversible Régionale)
- Genève - La Plaine - Bellegarde, en service international (location par les CFF, de 2006 à 2009)
- Lille-Flandres - Amiens
- Arras - Lille-Flandres
- Arras - Lens
- Ligne de Rennes à Saint-Malo (avec Rame Réversible Régionale)
- Strasbourg - Sélestat
- Strasbourg - Saverne - Sarrebourg
- Marseille - Miramas - Arles - Avignon
- Ligne de Rennes à Redon (avec Rame Réversible Régionale)
- Rennes - Laval (avec Rame Réversible Régionale)
- Ligne de Tours à Saint-Nazaire
- Saumur - Thouars
- Paris-Montparnasse - Dreux / Paris-Montparnasse - Mantes-la-Jolie : remplacement par des BB 27300 bicourant.

## Radiation
Les deux dernières locomotives qui étaient encore en service sont radiées depuis le 13 janvier 2021.
- BB 25536 : victime d'un incendie sur la ligne ferroviaire Brașov à Sighișoara près de la gare de Cața lors du transport d'un train de marchandises, le 5 décembre 2017.
- BB 25539 : radiée, à la suite d'un incendie (car renversée par un train transportant de l'essence) le 28 décembre 1989, en gare de Bréauté - Beuzeville.
- BB 25588 : victime d'un incendie en gare de Sélestat, le 2 septembre 2016[7],[8].
- BB 25627 : victime d'un incendie en 2012[réf. nécessaire].
- BB 25649 : radiée, à la suite d'un incendie à Templeuve le 2 mai 2015.
- BB 25650 : victime d'un incendie en gare de Laval, le 23 avril 2016[9].
- BB 25666 : victime d'un incendie près d'un passage à niveau à Lillers, le 2 septembre 2013[10].
- BB 25672 et BB 25687 : radiées, à la suite d'un rattrapage à la gare de Lyon-Saint-Clair le 12 décembre 2001.
- BB 25691 : victime d'un incendie propagé sur 1,5 km le long de la voie ferrée à Combourg, le 2 octobre 2014.

## Dépôts titulaires ou Établissement Matériel Traction et Superviseurs techniques de flottes
Dépôts ou E.M.T. selon l'appellation au 1er janvier 1992 :
- Montrouge[11]

- Dole (radio)[11]puis transfert à Dijon[12]
- Marseille-Blancarde[11]
- Les Aubrais[12]
- Achères[13]
- Tours - Saint-Pierre-des-Corps[14]
- Vénissieux[15]
- Rennes[16]

Liste au 17 décembre 2016 des STF ayant géré des BB 25500 :
- STF Alsace : superviseur technique de flotte Alsace. Organisme interne SNCF qui gère le matériel moteur de SNCF Proximités (TER et TET) en région Alsace, voire la région limitrophe (Lorraine), basé au dépôt de Strasbourg ;
- STF Bretagne : superviseur technique de flotte Bretagne. Organisme interne SNCF qui gère le matériel moteur de SNCF Proximités (TER et TET) en région Bretagne, voire la région limitrophe (Pays de la Loire), basé au dépôt de Rennes ;
- STF Bour. - F.C. : superviseur technique de flotte Bourgogne Franche-Comté. Organisme créé en 2011 par la SNCF qui gère le matériel moteur de SNCF Proximités (TER et TET) en Bourgogne et en Franche-Comté, basé au dépôt de Dijon-Perrigny ;
- STF Lorraine : superviseur technique de flotte Lorraine. Organisme interne SNCF qui gère le matériel de SNCF Proximités (TER et TET) en région Lorraine, basé à Metz.

## Galerie de photographies

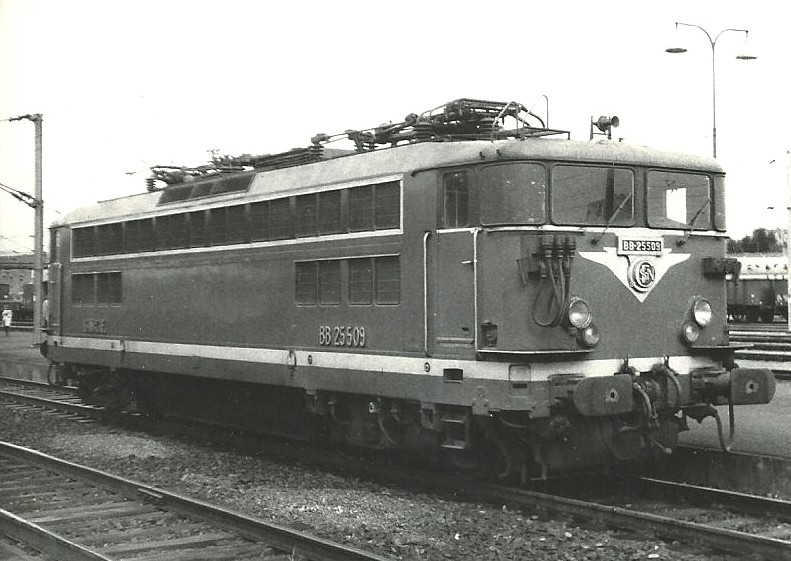
BB 25509 en état d'origine (livrée verte et vitrages d'angle).
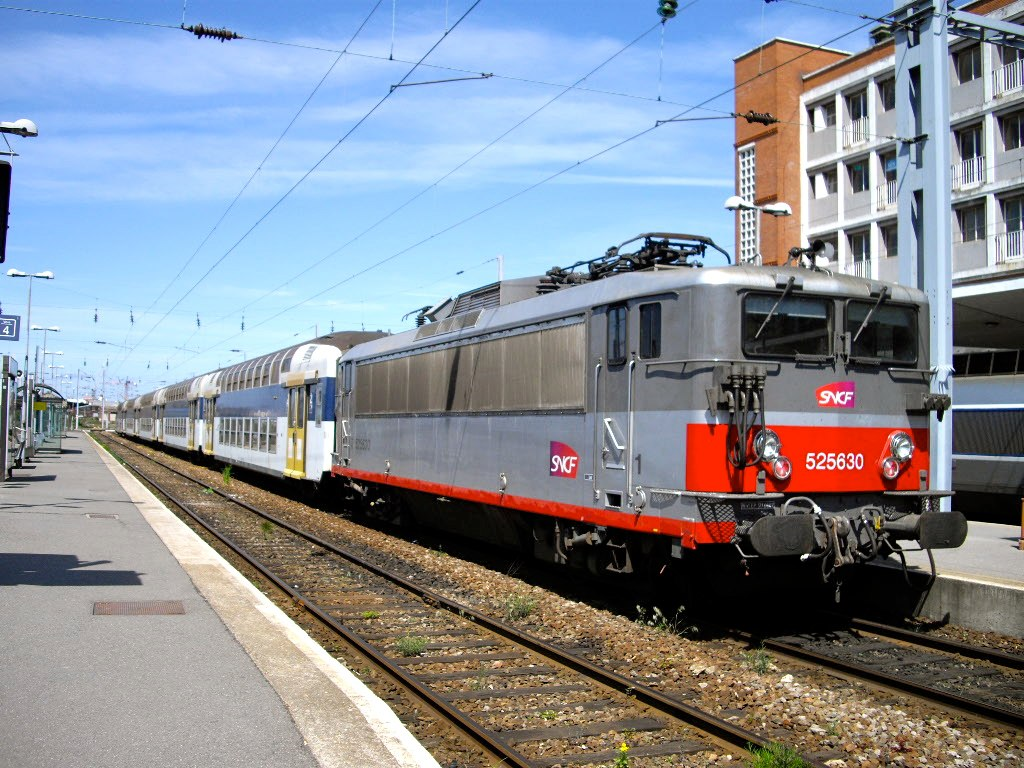
BB 25630 (grandes cabines) en livrée multiservices.
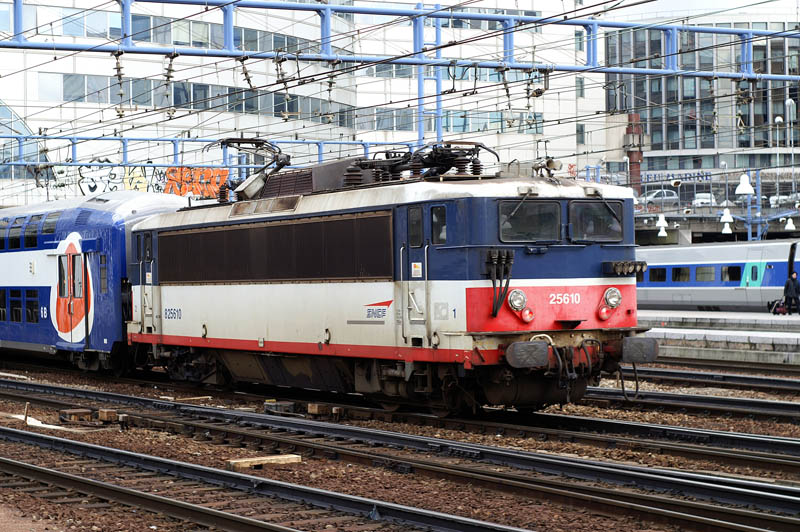
BB 26510 en livrée Île-de-France.
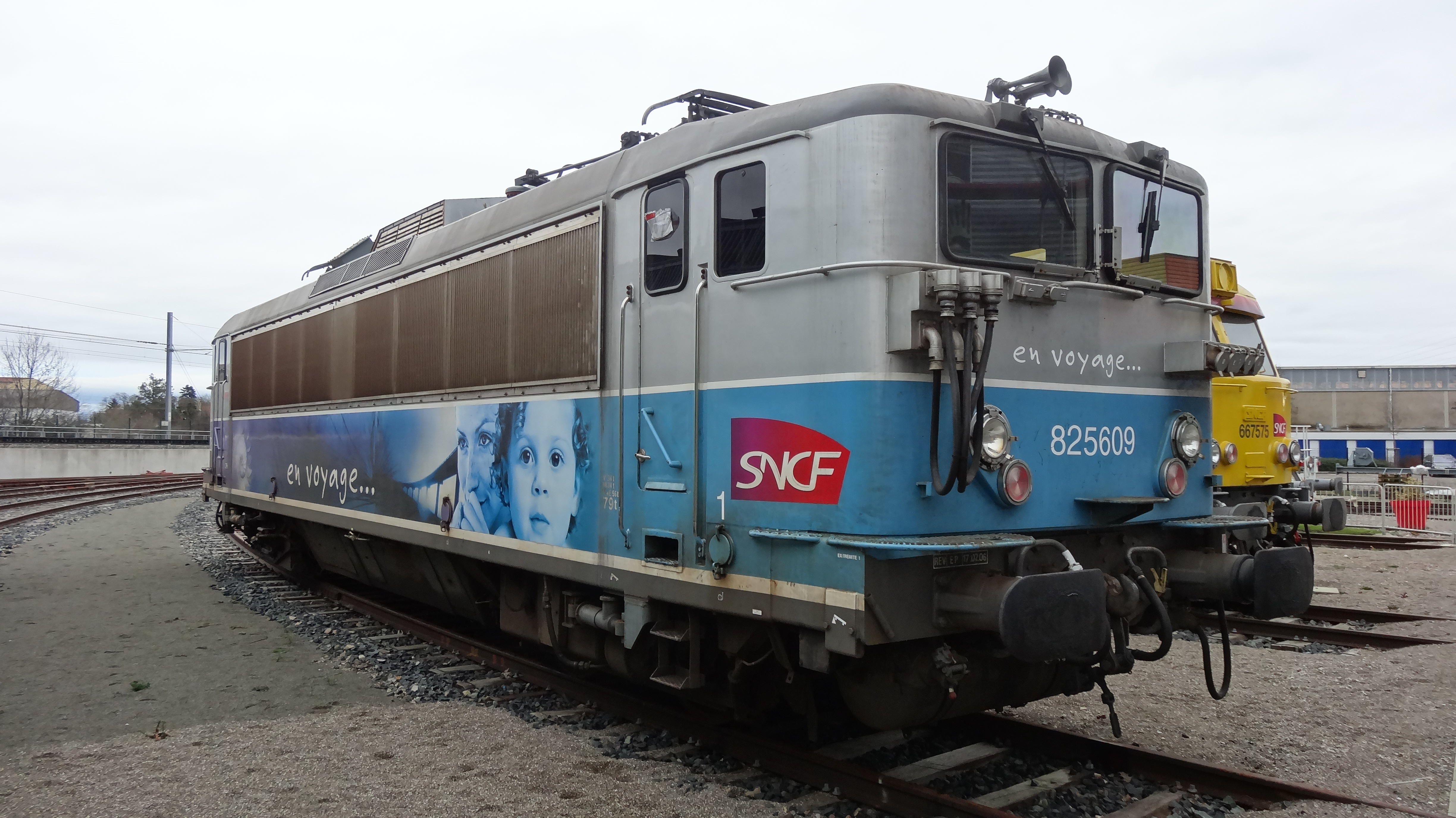
BB 25609 préservée en livrée En voyage.
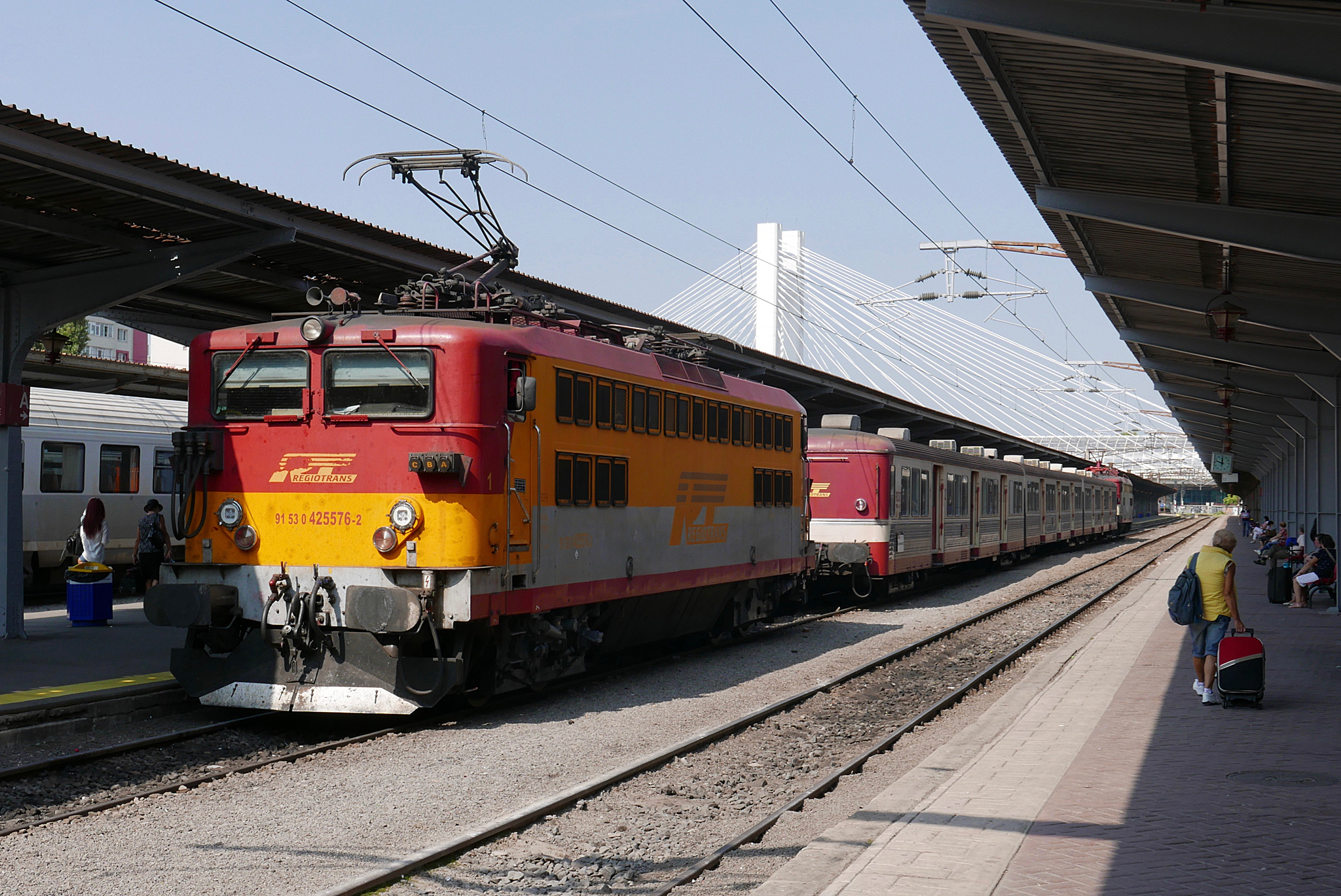
BB 25500 (petites cabines) et rame RIO à Bucarest.
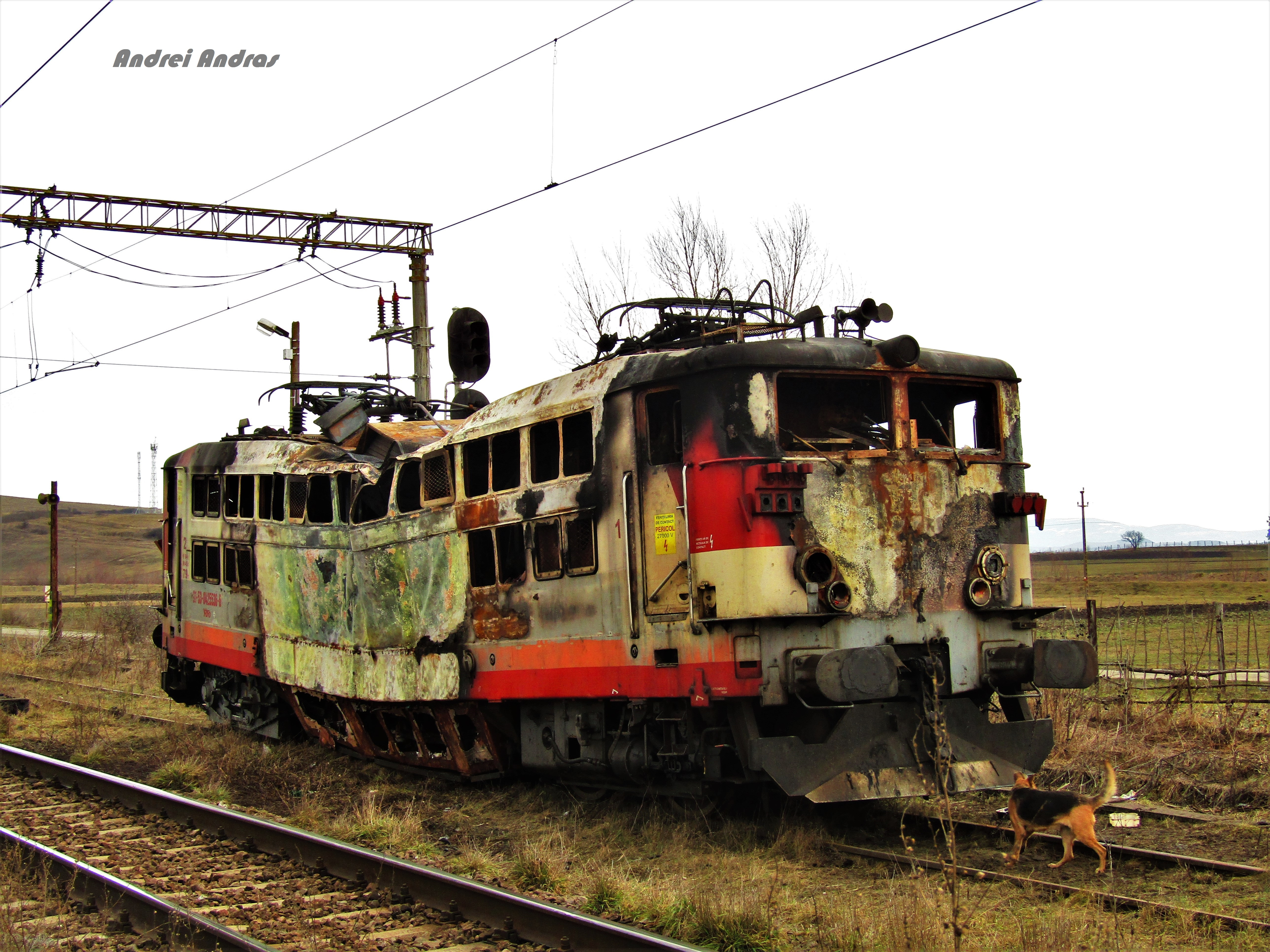
BB 25536 après un incendie à Cața, Județul Brașov, Roumanie.

## Préservation

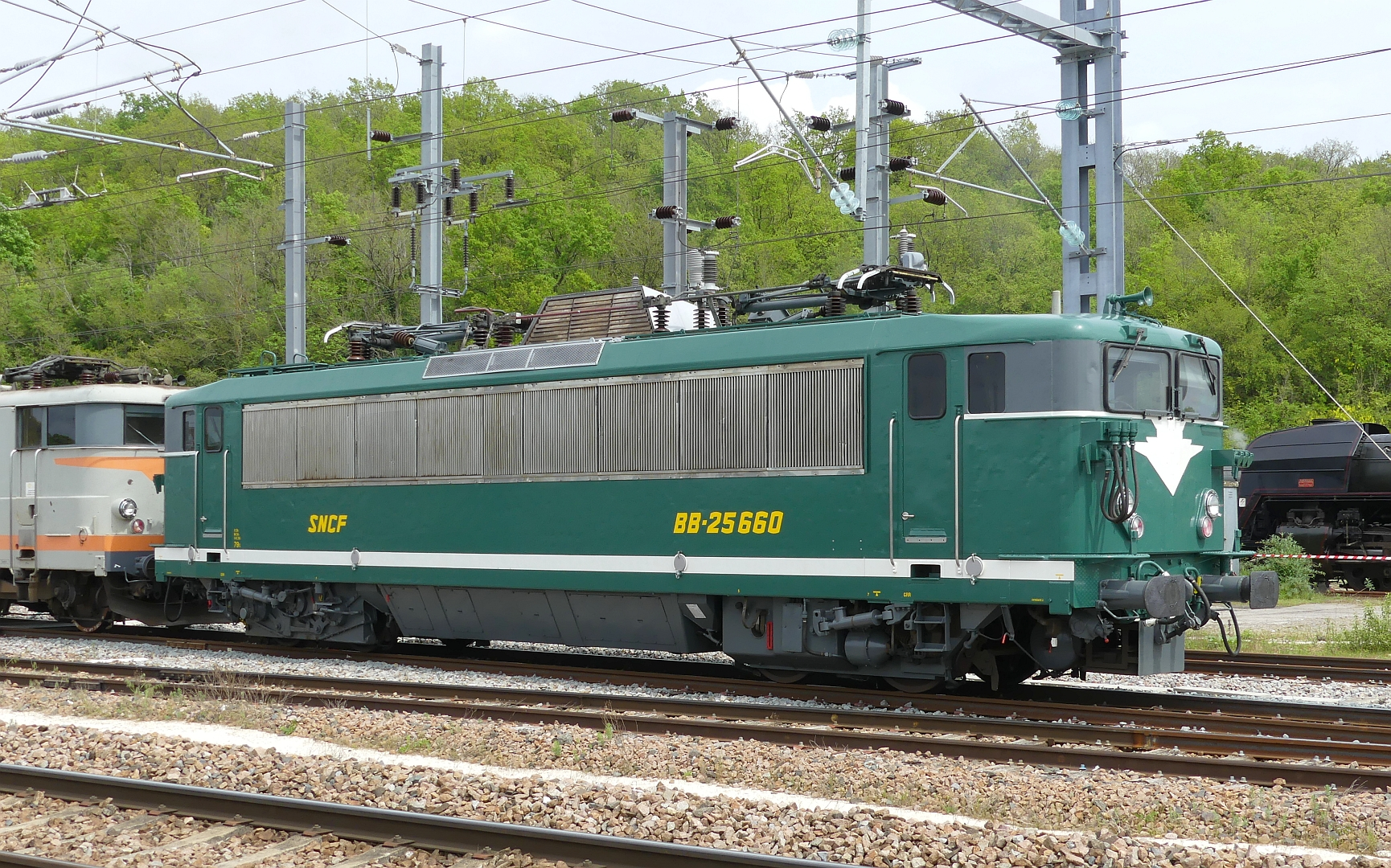
La BB 25660 préservée par l'APCC 6570.

Trois locomotives, appartenant toutes à la version la plus récente grands numéros, sont préservées :
- BB 25609 préservée à la Cité du train ;
- BB 25639 préservée au dépôt d'Avignon où elle est entretenue par l'APCC 6570[17];
- BB 25660 préservée au dépôt d'Avignon où elle est entretenue par l'APCC 6570[18].
- BB 25673 préservée au dépôt de Dijon Perrigny par l'AS BB 25500
- BB 25679 préservé pour pièces détachées au dépôt de Dijon Perrigny par l'AS BB 25500

## Revente en Roumanie
Dix locomotives BB 25500 ont été vendues à l'opérateur roumain Regiotrans (les BB 25517, 25518, 25523, 25524, 25528, 25536, 25570, 25572, 25576 et 25581). Elles sont utilisées en trafic voyageurs, notamment avec des RIO ex-SNCF ainsi qu'en trafic marchandises. Ces machines ont été équipées d’un troisième phare.
La BB 25536 a été détruite par un incendie accidentel le 5 décembre 2017.

## Modélisme
Cette locomotive a été reproduite à l'échelle HO par la firme Lima comme BB 25503 verte, BB 25554 verte, BB 25525 béton, BB 25545 béton, La BB25607 en livrée IDF et la BB25595 en Multiservice, ainsi que par Jouef comme BB 25531 verte et par Piko comme BB 25559 verte et comme BB 25561 en livrée béton, pour les cabines courtes. Elles sont aussi reproduites par le fabricant R37 à cette même échelle.
Piko reproduit à l'échelle N des BB 25500 à cabines longues, différentes par leurs livrées.